# Biem Buijs
Biem Buijs (2 januari 1981) is een voormalig Nederlands nieuwslezer. Hij verwierf bekendheid als presentator van de NOS op 3-bulletins op NPO 3FM.

## Loopbaan
Buijs begon bij de lokale omroep in Zwolle. Daarna werkte hij bij. Rebecca Radio. Zijn professionele carrière begon hij als redacteur in 2003 bij het NOS Radio 1 Journaal op Radio 1. Vanaf 2005 was hij te horen als nieuwslezer bij de Radio Nieuwscentrale en op Radio Gelderland. 
In 2010 begon hij als nieuwslezer voor NOS op 3 op NPO 3FM. Daardoor was hij te horen in programma's als GI:EL, Effe Ekdom, Coen en Sander Show en later Frank & Eva: Welkom bij de club!.
Sinds 27 januari 2014 werkte hij ook voor de televisie-uitzendingen van NOS op 3 op NPO 3. In 2015 was hij invalpresentator bij het NOS Journaal in de ochtenduren op NPO 1. 
In 2017 besloot hij zijn focus weer volledig op radio te leggen. Naast dat hij zijn werk op NPO 3FM hervatte was hij ook een van de invalpresentatoren bij het NOS Radio 1 Journaal op NPO Radio 1. Vanaf 2019 presenteerde hij om de week de uitzending op zaterdagochtend. Op 6 januari 2022 is Biem gestopt bij de NOS.
In maart 2022 begon hij als radio-dj bij Radio Gelderland. Hij presenteerde daar dagelijks het programma Lunchpauze tussen 12:00 en 14:00 uur. Na anderhalf jaar stopte hij bij de regionale omroep. Sindsdien is hij niet meer werkzaam in de media. 